# Micropeplus caelatus
Micropeplus caelatus är en skalbaggsart som beskrevs av Wilhelm Ferdinand Erichson 1839. Micropeplus caelatus ingår i släktet Micropeplus, och familjen kortvingar. Enligt den svenska rödlistan är arten otillräckligt studerad i Sverige. Arten förekommer i Götaland. Artens livsmiljö är våtmarker.